# Снега (группа)
Снега (С’нега, С-нега) — российская экспериментальная альтернативная музыкальная группа, основанная летом 2005 года в результате творческого сотрудничества Ольги Кропотовой и Алексея Рахова(ранее участвовавшего в группах Странные игры, Deadушки, АВИА, НОМ). Три вокалистки группы имеют музыкально-театральное образование.
Особенностью группы является сочетание музыкального выступления с театральным представлением, перформанс-действием. Снега работает в самых разных направлениях, сочетает различные стили: готический минимализм, этно, электропанк, фри-джаз, электропоп, хип-хоп. В музыкальном сопровождении используются компьютерные технологии в сочетании с различными музыкальными инструментами: виолончель, скрипка, этническая перкуссия, саксофон, флейта, губная гармоника. У группы несколько программ: клубная, концертно-театральная, кинопрограмма.
Снега в 2007 году стала лауреатом фестиваля «Time Out Новая Музыка». Артемий Троицкий в Cosmopolitan назвал группу «интригующим новым именем». Группе посвящён фильм американского режиссёра Михаила Торича «Тесто».

## Состав группы
- Ольга Кропотова — композитор, автор песен, вокал[5]
- Алексей Рахов — саунд-продюсер, аранжировщик, духовые
- Валентина Иванова — вокал
- Екатерина Гладилина — вокал
- Валентина Якубенайте — виолончель
- Юлия Бондаренко — скрипка
- Гермина Гордиенко — перкуссия

## Видеоклипы
- Круговорот
- Александр (+альтернативный клип)
- Твоя соль во мне
- Стакан молока

## Фестивали
- I Time Out Новая Музыка (2007)
- I Международный фестиваль квир-культуры (2008)
- V Open Cinema, церемония закрытия (2009)[6]
- II Международный фестиваль квир-культуры (2009)
- Фестиваль таперского искусства (2009) — выступление с авторскими саундтреками к фильмам «Андалузский пёс» Бунюэля и Сальвадора Дали и к фильму «Антракт» Рене Клера.
- «Грибное Шоу» на открытии театра «Лицедеи»
- MimozaFest (2010)
- Этномеханика (2010)
- Фестиваль РАХОВ-50 (2010)
- Фестиваль ИлосаариРок (Йоэнсуу, Финляндия) (2011)
- Дни России в Финляндии (Варкаус , Финляндия) (2011)
- ПЛОТ ИСКУССТВ-5 (2012)
- VIII Международный фестиваль джаза PETROJAZZ (2012)